# Terramuggus
Terramuggus est une census-designated place située dans la ville de Marlborough dans le comté de Hartford au Connecticut (États-Unis). Lors du recensement de 2010, sa population s’élevait à 1 025 habitants.

## Géographie
Selon le Bureau du Recensement des États-Unis, la superficie de la ville est de 3,3 km2, dont 3,1 km2 de terres et 0,2 km2 de plans d'eau (soit 8,53 %).

## Démographie
D'après le recensement de 2000, il y avait 1 048 habitants, 389 ménages, et 299 familles dans la ville. La densité de population était de 342,9 hab/km2. Il y avait 407 maisons avec une densité de 133,2 maisons/km2. La décomposition ethnique de la population était : 98,00 % blancs ; 0,19 % noirs ; 0,00 % amérindiens ; 0,95 % asiatiques ; 0,00 % natifs des îles du Pacifique ; 0,00 % des autres races ; 0,86 % de deux ou plus races. 0,48 % de la population était hispanique ou Latino de n'importe quelle race.
Il y avait 618 ménages, dont 39,1 % avaient des enfants de moins de 18 ans, 46,1 % étaient des couples mariés, 66,3 % avaient une femme qui était parent isolé, et 23,1 % étaient des ménages non-familiaux. 17,7 % des ménages étaient constitués de personnes seules et 3,6 % de personnes seules de 65 ans ou plus. Le ménage moyen comportait 2,69 personnes et la famille moyenne avait 3,09 personnes.
Dans la ville la pyramide des âges était 27,4 % en dessous de 18 ans, 4,9 % de 18 à 24, 32,5 % de 25 à 44, 28,4 % de 45 à 64, et 6,8 % qui avaient 65 ans ou plus. L'âge médian était 38 ans. Pour 100 femmes, il y avait 106,3 hommes. Pour 100 femmes de 18 ans ou plus, il y avait 98,7 hommes.
Le revenu médian par ménage de la ville était 64 844 dollars US, et le revenu médian par famille était $73 125. Les hommes avaient un revenu médian de $50 903 contre $39 297 pour les femmes. Le revenu par habitant de la ville était $26 127. 0,8 % des habitants et 0,0 % des familles vivaient sous le seuil de pauvreté. 0,0 % des personnes de moins de 18 ans et 0,0 % des personnes de plus de 65 ans vivaient sous le seuil de pauvreté.